# La Liga 2011-2012
Sezonul La Liga 2011–12 a fost al 81 lea sezon din istoria primei ligi spaniole. Sezonul a început pe data de 27 august 2011 și s-a terminat pe 13 mai 2012. La startul acestei ediții au luat parte cele 17 echipe rămase în La Liga 2010–11, plus cele 3 echipe promovate din Segunda División: Real Betis, Rayo Vallecano și Granada CF.

## Stadioane
| Echipă              | Stadion                   | Capacitate |
| ------------------- | ------------------------- | ---------- |
| Athletic Bilbao     | San Mamés                 | 39.750     |
| Atlético Madrid     | Vicente Calderón          | 54.851     |
| FC Barcelona        | Camp Nou                  | 99.354     |
| Real Betis          | Benito Villamarín         | 52.745     |
| RCD Espanyol        | Estadi Cornellà-El Prat   | 40.500     |
| Getafe CF           | Coliseum Alfonso Pérez    | 17.700     |
| Granada CF          | Nuevo Los Cármenes        | 22.524     |
| Levante UD          | Estadi Ciutat de València | 25.534     |
| Málaga CF           | La Rosaleda               | 28.963     |
| RCD Mallorca        | Iberostar Estadio         | 23.142     |
| CA Osasuna          | Estadio Reyno de Navarra  | 19.553     |
| Racing de Santander | El Sardinero              | 22.271     |
| Rayo Vallecano      | Campo de Vallecas         | 15.489     |
| Real Madrid CF      | Santiago Bernabéu         | 85.454     |
| Real Sociedad       | Estadio Anoeta            | 36.076     |
| Sevilla FC          | Ramón Sánchez Pizjuán     | 45.500     |
| Sporting de Gijón   | El Molinón                | 29.800     |
| Valencia CF         | Mestalla                  | 55.000     |
| Villarreal CF       | El Madrigal               | 25.000     |
| Real Zaragoza       | La Romareda               | 34.596     |

## Conducerea administrativă și conducerea tehnică
| Echipă              | Președinte          | Antrenor |
| ------------------- | ------------------- | --- |
| Athletic Bilbao     | Josu Urrutia        | Marcelo Bielsa |
| Atlético Madrid     | Enrique Cerezo      | Gregorio Manzano (Et. 1 - 22.12.2011) Diego Simeone (27.12.2011 - Et. 38)                                                          |
| FC Barcelona        | Sandro Rosell       | Josep Guardiola |
| Real Betis          | Miguel Guillén      | Pepe Mel |
| RCD Espanyol        | Ramon Condal        | Mauricio Pochettino |
| Getafe CF           | Ángel Torres        | Luis García Plaza |
| Granada CF          | Quique Pina         | Fabri González (Et. 1 - 22.01.2012) Abel Resino (23.01.2012 - Et. 38)                                                              |
| Levante UD          | Quico Catalán       | Juan Ignacio Martínez |
| Málaga CF           | Abdullah Al Thani   | Manuel Pellegrini |
| RCD Mallorca        | Jaume Cladera       | Michael Laudrup (Et. 1 - 27.09.2011) Miguel Ángel Nadal (28.09.2011 - 03.10.2011) Joaquín Caparrós (03.10.2011 - Et. 38)           |
| CA Osasuna          | Patxi Izco          | José Luis Mendilibar |
| Racing de Santander | Francisco Pernía    | Héctor Cúper (Et. 1 - 29.11.2011) Juanjo González (30.11.2011 - 07.03.2012) Álvaro Cervera (09.03.2012 - Et. 38)                   |
| Rayo Vallecano      | Raúl Martín         | José Ramón Sandoval |
| Real Madrid CF      | Florentino Pérez    | José Mourinho |
| Real Sociedad       | Jokin Aperribay     | Philippe Montanier |
| Sevilla FC          | José María del Nido | Marcelino García Toral (Et. 1 - 06.02.2012) Míchel (07.02.2012 - Et. 38)                                                           |
| Sporting de Gijón   | Manuel Vega-Arango  | Manolo Preciado (Et. 1 - 31.01.2012) Iñaki Tejada (31.01.2012 - 13.02.2012) Javier Clemente (13.02.2012 - Et. 38)                  |
| Valencia CF         | Manuel Llorente     | Unai Emery |
| Villarreal CF       | Fernando Roig       | Juan Carlos Garrido (Et. 1 - 22.12.2011) José Francisco Molina (22.12.2011 - 18.03.2012) Miguel Ángel Lotina (18.03.2012 - Et. 38) |
| Real Zaragoza       | Agapito Iglesias    | Javier Aguirre (Et. 1 - 30.12.2011) Manolo Jiménez (31.12.2011 - Et. 38)                                                           |

## Clasament
| Poz. | Echipă                  | MJ | V  | E  | Î  | GM  | GP | Puncte | Calificare / retrogradare               |
| ---- | ----------------------- | -- | -- | -- | -- | --- | -- | ------ | --------------------------------------- |
| 1    | Real Madrid CF (C)      | 38 | 32 | 4  | 2  | 121 | 31 | 100    | Liga Campionilor 2012-13                |
| 2    | FC Barcelona            | 38 | 28 | 7  | 3  | 114 | 29 | 91     | Liga Campionilor 2012-13                |
| 3    | Valencia CF             | 38 | 17 | 10 | 11 | 59  | 44 | 61     | Liga Campionilor 2012-13                |
| 4    | Málaga CF               | 38 | 17 | 7  | 14 | 54  | 53 | 58     | Calificări Liga Campionilor 2012-13     |
| 5    | Atlético Madrid         | 38 | 15 | 11 | 12 | 53  | 46 | 56     | UEFA Europa League 2012-2013            |
| 6    | Levante UD              | 38 | 16 | 7  | 15 | 54  | 50 | 55     | Calificări UEFA Europa League 2012-2013 |
| 7    | CA Osasuna              | 38 | 13 | 15 | 10 | 44  | 61 | 54     |                                         |
| 8    | RCD Mallorca            | 38 | 14 | 10 | 14 | 42  | 46 | 52     |                                         |
| 9    | Sevilla CF              | 38 | 13 | 11 | 14 | 48  | 47 | 50     |                                         |
| 10   | Athletic Bilbao         | 38 | 12 | 13 | 13 | 49  | 52 | 49     | Calificări UEFA Europa League 2012-2013 |
| 11   | Getafe CF               | 38 | 12 | 11 | 15 | 40  | 51 | 47     |                                         |
| 12   | Real Sociedad           | 38 | 12 | 11 | 15 | 46  | 52 | 47     |                                         |
| 13   | Real Betis              | 38 | 13 | 8  | 17 | 47  | 56 | 47     |                                         |
| 14   | RCD Espanyol            | 38 | 12 | 10 | 16 | 46  | 56 | 46     |                                         |
| 15   | Rayo Vallecano          | 38 | 13 | 4  | 21 | 49  | 66 | 43     |                                         |
| 16   | Real Zaragoza           | 38 | 12 | 7  | 19 | 36  | 61 | 43     |                                         |
| 17   | Granada CF              | 38 | 12 | 6  | 20 | 35  | 56 | 42     |                                         |
| 18   | Villarreal CF (R)       | 38 | 9  | 14 | 15 | 39  | 53 | 41     | Segunda División 2012-2013              |
| 19   | Sporting de Gijón (R)   | 38 | 10 | 7  | 21 | 42  | 69 | 37     | Segunda División 2012-2013              |
| 20   | Racing de Santander (R) | 38 | 4  | 15 | 19 | 28  | 63 | 27     | Segunda División 2012-2013              |

## Clasamentul golgheterilor
| Poz. | Jucător           | Echipă          | Număr goluri |
| ---- | ----------------- | --------------- | ------------ |
| 1    | Lionel Messi      | FC Barcelona    | 50           |
| 2    | Cristiano Ronaldo | Real Madrid CF  | 46           |
| 3    | Radamel Falcao    | Atlético Madrid | 24           |
| 4    | Gonzalo Higuaín   | Real Madrid CF  | 22           |
| 5    | Karim Benzema     | Real Madrid CF  | 21           |
| 6    | Fernando Llorente | Athletic Bilbao | 17           |
| -    | Roberto Soldado   | Valencia CF     | 17           |
| 8    | Rubén Castro      | Real Betis      | 16           |
| 9    | Arouna Koné       | Levante UD      | 15           |
| -    | Michu             | Rayo Vallecano  | 15           |

## Trofeul Zamora
Trofeul Zamora este acordat celor mai buni portari. Este acordat portarului cu cele mai puține goluri primite pe meci.
| Poz. | Portar            | Echipă          | Număr goluri | Meciuri | Medie |
| ---- | ----------------- | --------------- | ------------ | ------- | ----- |
| 1    | Víctor Valdés     | FC Barcelona    | 28           | 35      | 0,80  |
| 2    | Iker Casillas     | Real Madrid CF  | 31           | 37      | 0,84  |
| 3    | Thibaut Courtois  | Atlético Madrid | 41           | 36      | 1,14  |
| 4    | Dudu Aouate       | RCD Mallorca    | 46           | 36      | 1,28  |
| 5    | Miguel Ángel Moyà | Getafe CF       | 48           | 36      | 1,33  |
| 6    | Gustavo Munúa     | Levante UD      | 50           | 37      | 1,35  |
| 7    | Claudio Bravo     | Real Sociedad   | 51           | 37      | 1,38  |
| 8    | Diego López       | Villarreal CF   | 50           | 36      | 1,39  |
| 9    | Gorka Iraizoz     | Athletic Bilbao | 52           | 37      | 1,41  |
| 10   | Roberto Jiménez   | Real Zaragoza   | 61           | 38      | 1,61  |

## Cei mai buni pasatori
| Poz. | Jucător           | Echipă         | Număr goluri |
| ---- | ----------------- | -------------- | ------------ |
| 1    | Mesut Özil        | Real Madrid CF | 17           |
| 2    | Lionel Messi      | FC Barcelona   | 16           |
| 3    | Ángel di María    | Real Madrid CF | 15           |
| 4    | Cristiano Ronaldo | Real Madrid CF | 12           |
| -    | Jesús Navas       | Sevilla CF     | 12           |
| 6    | Daniel Alves      | FC Barcelona   | 11           |
| 7    | Andrés Iniesta    | FC Barcelona   | 9            |
| -    | Gonzalo Castro    | RCD Mallorca   | 9            |
| -    | Xabi Alonso       | Real Madrid CF | 9            |
| -    | Kaká              | Real Madrid CF | 9            |

## Premiile LFP
| Jucător / Antrenor | Premiu                       |
| ------------------ | ---------------------------- |
| Lionel Messi       | Cel mai bun jucător          |
| Iker Casillas      | Cel mai bun portar           |
| Sergio Ramos       | Cel mai bun fundaș           |
| Xabi Alonso        | Cel mai bun mijlocaș central |
| Andrés Iniesta     | Cel mai bun mijlocaș         |
| Lionel Messi       | Cel mai bun atacant          |
| Isco               | Cel mai bun debutant         |
| Carles Puyol       | Premiul fair-play            |
| Josep Guardiola    | Cel mai bun antrenor         |